# Lubań (rejon oktiabrski)
Lubań (biał. Любань; ros. Любань, Lubań; pol. hist. Luboń, Lubań) – agromiasteczko na Białorusi, w obwodzie homelskim, w rejonie oktiabrskim, w sielsowiecie Lubań, nad Tremlą.

## Historia
W XIX i w początkach XX w. położony był w Rosji, w guberni mińskiej, w powiecie bobrujskim. Opisywany był wówczas jako położony przy moczarach, w miejscu zapadłym i odludnym.
Po I wojnie światowej pod administracją polską, w Zarządzie Cywilnym Ziem Wschodnich, w okręgu mińskim, w powiecie bobrujskim. W wyniku postanowień traktatu ryskiego znalazł się w granicach Związku Sowieckiego. Od 1991 w niepodległej Białorusi.